# Eurybrachidae
Eurybrachidae (ofta Eurybrachyidae, ibland även Eurybrachiidae) är en familj av insekter. Eurybrachidae ingår i överfamiljen Fulgoroidea, ordningen halvvingar, klassen egentliga insekter, fylumet leddjur och riket djur. Enligt Catalogue of Life omfattar familjen Eurybrachidae 182 arter. 

## Bildgalleri

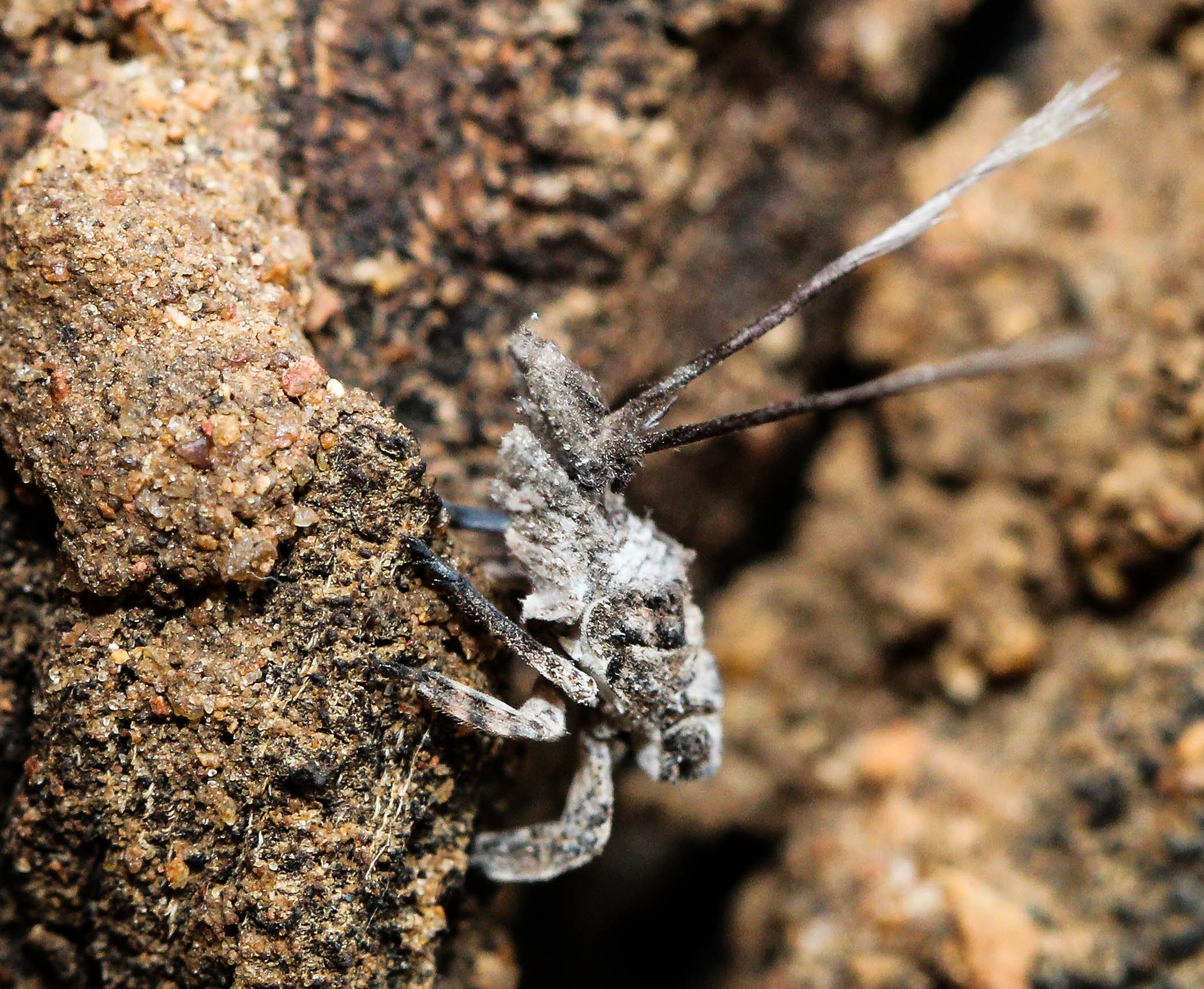
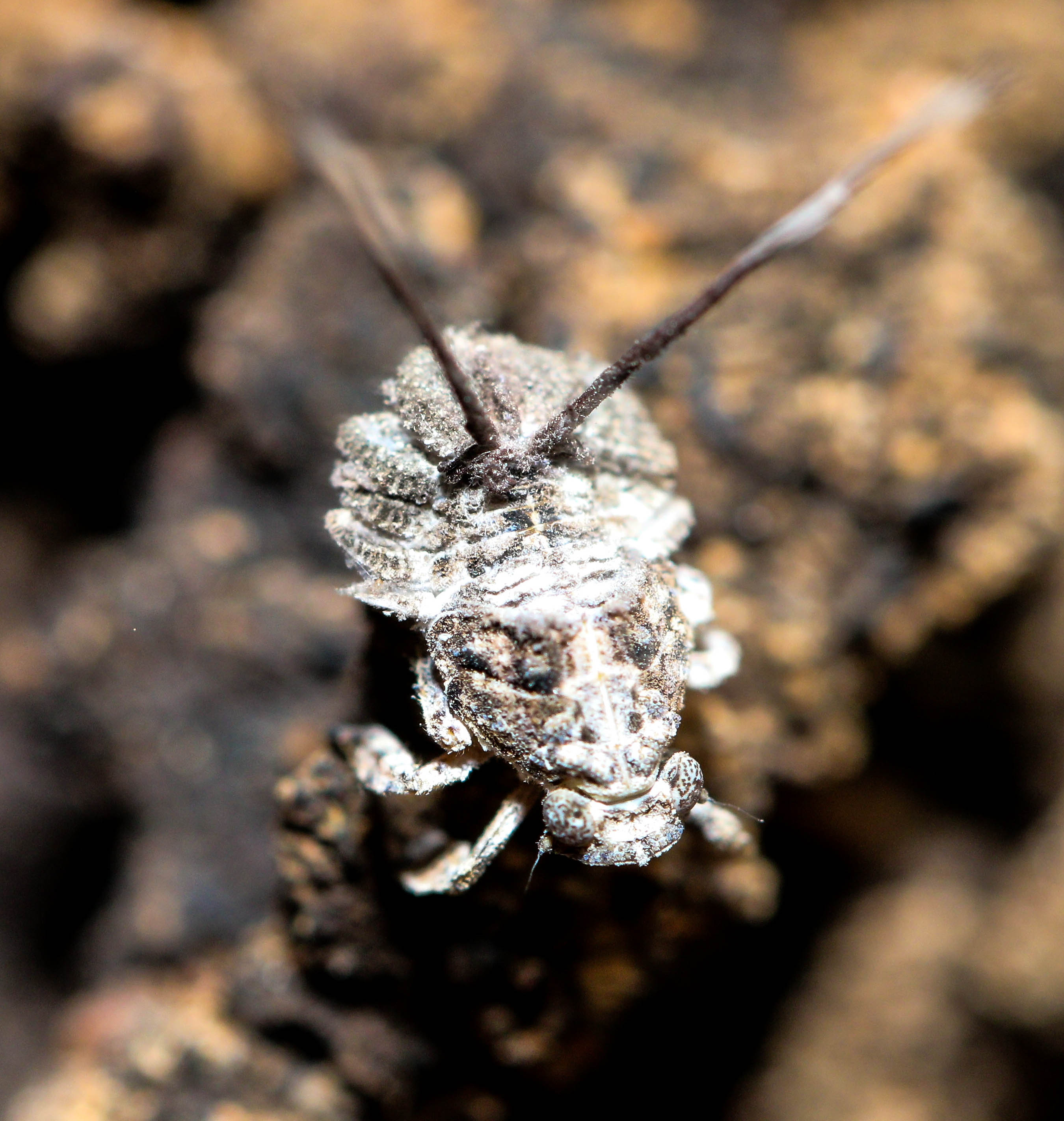
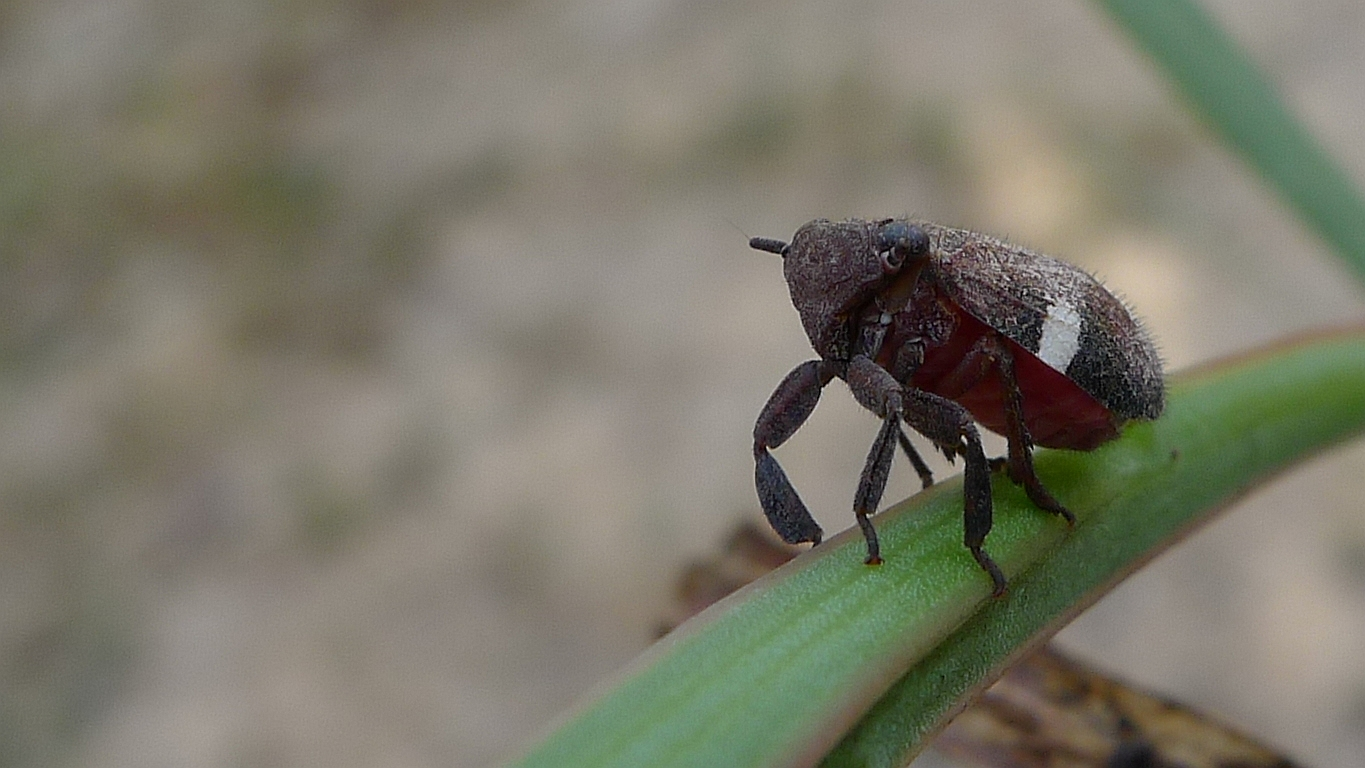
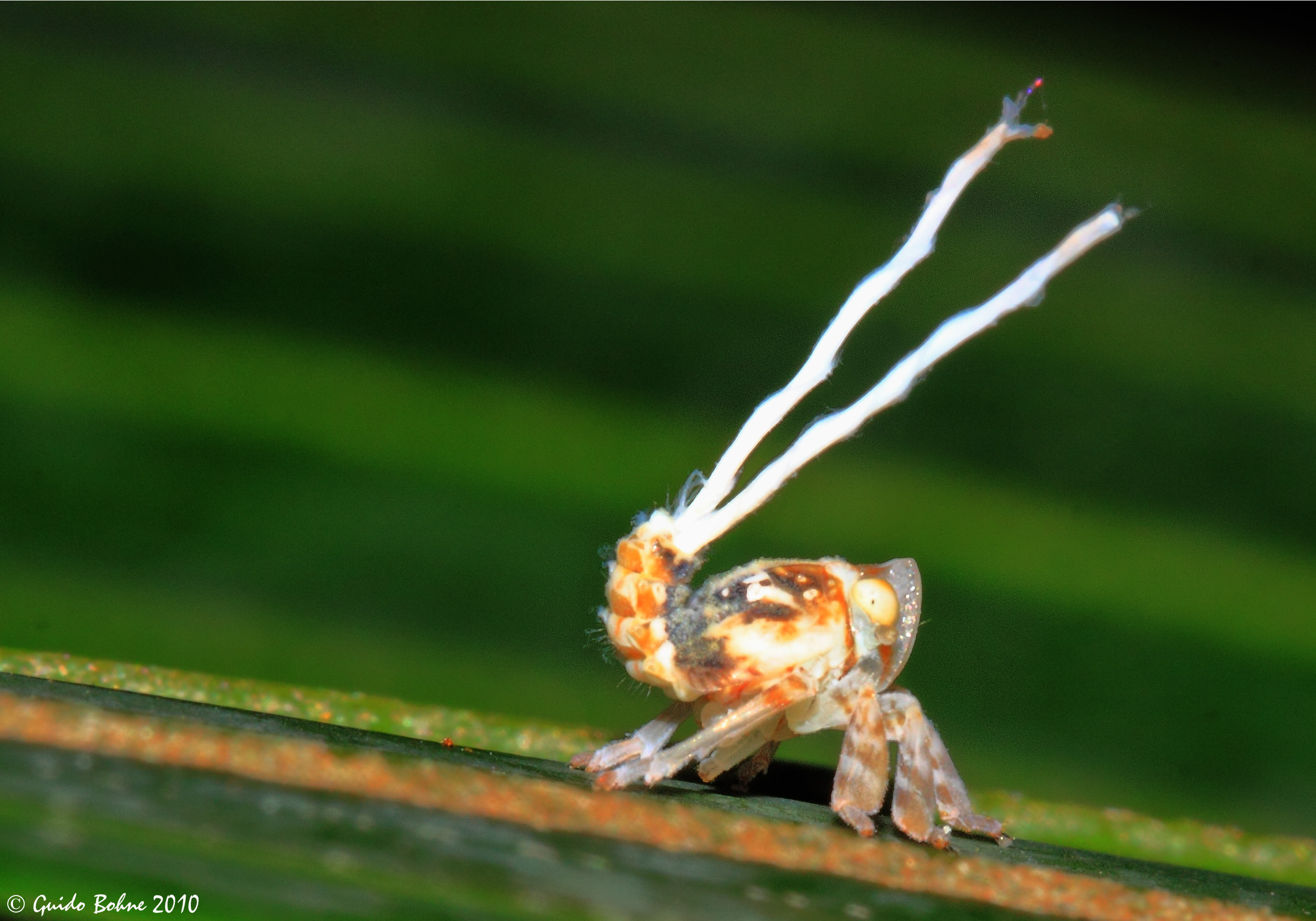

## Dottertaxa till Eurybrachidae, i alfabetisk ordning[1]
- Amychodes
- Ancyra
- Aspidonitys
- Chalia
- Dardus
- Elthenus
- Euronotobrachys
- Eurybrachys
- Fletcherobrachys
- Frutis
- Gastererion
- Gedrosia
- Gelastopsis
- Hackerobrachys
- Loisobrachys
- Loxocephala
- Lyncilia
- Macrobrachys
- Maeniana
- Mesonitys
- Messena
- Metoponitys
- Neoplatybrachys
- Nesiana
- Nicidus
- Nirus
- Olonia
- Parancyra
- Paropioxys
- Platybrachys
- Purusha
- Ricanocephalus
- Thessitus
- Usambrachys
- Yarrana